# 田中鎮
田中鎮，古稱「田中央」，日治時期舊稱「田中」，位於臺灣彰化縣東南方，為彰化縣田中地區的中心城鎮。

## 歷史

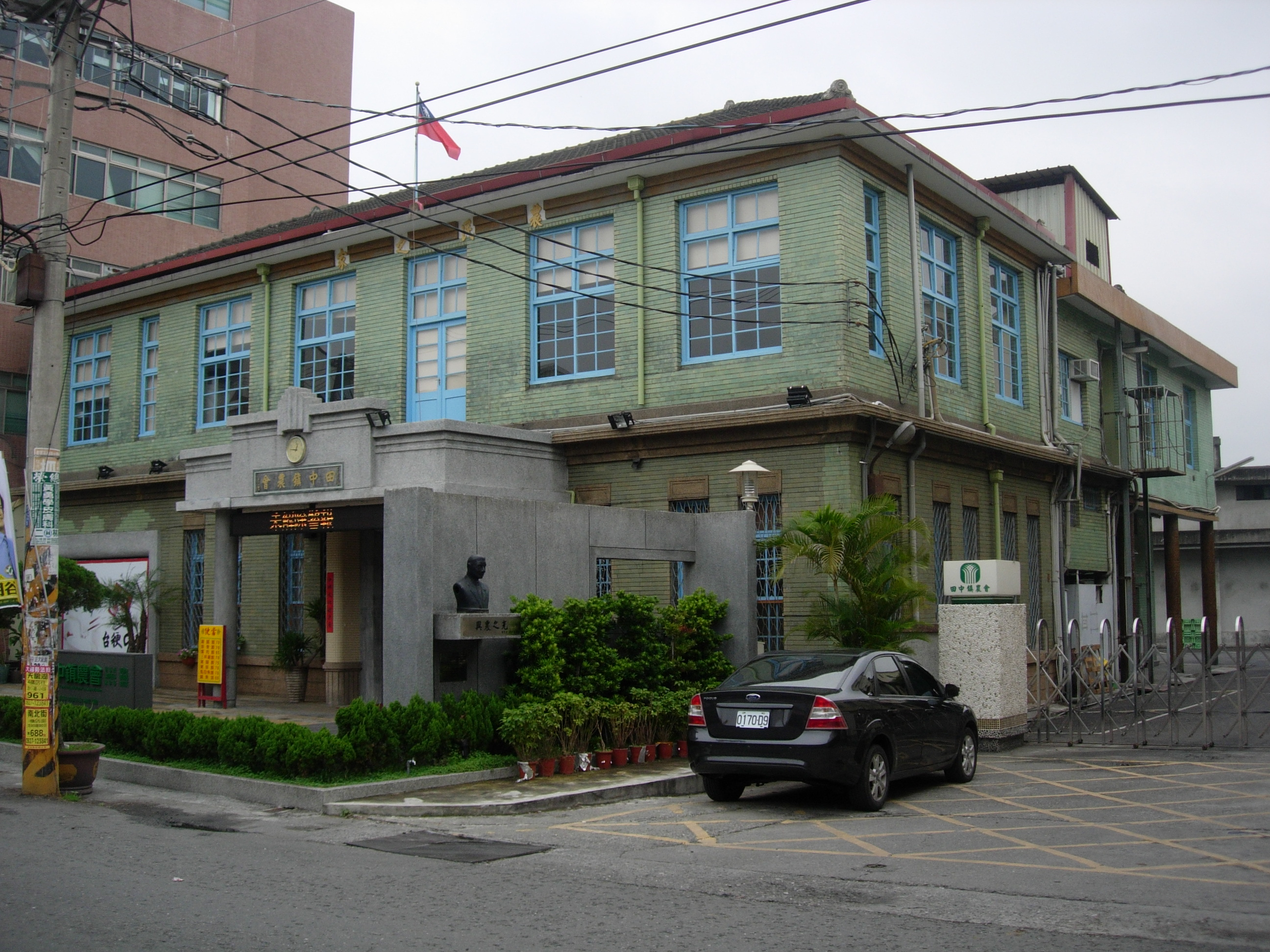
田中鎮農會舊大樓是日式建築

現有田中鎮行政區在清代屬於彰化縣，日治時期縣廳時期（1895年）屬於臺中縣，二十廳時期（1901年）屬於彰化廳，十二廳時期（1909年）屬於台中廳北斗支廳下的田中央區與卓乃潭區，五州三廳時期（1920年）屬於劃分為田中庄，1940年升格為田中街，田中央庄在此時改名為田中。
1945年二戰後，田中街改制為「田中鎮」，隸屬臺中縣員林區。1950年縣市行政區域調整，田中鎮改隸彰化縣:173。田中鎮分為復興里、東興里、太和里、平和里、頂潭里、中潭里、龍潭里、北路里、西路里、東路里、南路里、中路里、大社里、新庄里、三安里、大崙里、沙崙里、新民里、梅州里、三民里、三光里、東源里等24個里。1978年，將東興里裁撤併入復興里，太平里裁撤併入平和里，下轄里數改為22里:213。

## 地理

### 地形
田中鎮位於彰化縣東南部，北毗社頭鄉，西鄰北斗鎮、田尾鄉，東倚八卦台地與南投縣名間鄉為界，南接溪州、二水兩鄉:15。全境地處八卦台地與濁水溪沖積平原的交界帶，地勢由東向西降低，僅東側八卦台地一帶海拔高度較高，整體海拔高度約在400公尺以下:34。
八卦台地位於烏溪與濁水溪之間，兩側分別為臺中盆地與濁水溪沖積平原，是於3萬至50萬年前形成的北北西－南南東走向之狹長臺地。原為西部衝上斷層山地西側山麓所形成的沖積扇，後因板塊擠壓隆起並褶曲成八卦山背斜，形成彰化斷層，並經河流侵蝕、堆積等作用，遂成現今地貌:36。濁水溪沖積平原為一高度小、起伏小、坡度緩的沖積扇平原，扇頂位於二水鄉鼻仔頭（標高100公尺），北起洋仔厝溪，南迄虎尾溪、北港溪一帶，平原面積約有1,339平方公里，是臺灣最大的沖積扇平原。平原整體海拔高度均在100公尺以下，由東向西緩降，僅在八卦台地崖下地區坡度較陡:38。

### 水文
境內有數條水圳供農作使用：十五庄圳、五長圳、鴻門圳、八堡一圳、八堡二圳。

### 人口
根據彰化縣田中戶政事務所統計，2024年底田中鎮戶數約1.4萬戶，人口約3.9萬人，鎮內人口最多與最少的里分別是新民里與龍潭里，2024年底兩里人口分別為4,878人與601人。與彰化縣其他地區相同，田中鎮面臨人口老化與少子化的問題，2024年底時，田中鎮人口中0至14歲人口佔比僅有9.86%，15至64歲人口佔比68.23%，65歲以上人口則佔比21.91%。

## 政治

### 歷任首長
| 屆次 | 姓名   | 備註                       |
| ---- | ------ | -------------------------- |
| 1    | 陳 根  |                            |
| 2    | 蕭 鴻  |                            |
| 3    | 蕭 鴻  |                            |
| 4    | 曾天恩 |                            |
| 5    | 謝其祥 |                            |
| 6    | 謝其祥 |                            |
| 7    | 張玉衡 |                            |
| 8    | 江肇嘉 |                            |
| 9    | 劉楚傑 | 台灣省第一位外省籍鎮長     |
| 10   | 劉楚傑 |                            |
| 11   | 謝友吉 |                            |
| 12   | 謝友吉 |                            |
| 13   | 葉阿生 | 中國國民黨                 |
| 14   | 陳兆民 | 民主進步黨                 |
| 15   | 鄭俊雄 | 中國國民黨                 |
| 16   | 鄭俊雄 | 中國國民黨                 |
| 17   | 謝文賢 | 無黨籍→ 民主進步黨任內病逝 |
| 17   | 王玟升 | 代理鎮長                   |
| 18   | 洪麗娜 | 無黨籍                     |
| 19   | 蕭淑芬 | 無黨籍                     |

### 鎮政組織
田中鎮公所是田中鎮最高層級的地方行政機關，在中華民國政府架構中為鎮自治的行政機關，同時負責執行縣政府及中央機關委辦事項，田中鎮的自治監督機關為彰化縣政府。鎮長由全體鎮民直接選舉產生，任期為四年，可連選連任一次。田中鎮公所並置鎮政會議，為鎮政最高決策機構，在鎮長之下，設有5課4室等9個內部單位及4個附屬機關。
田中鎮民代表會是田中鎮的最高民意機關，代表田中鎮全體鎮民立法和監察鎮政。鎮民代表由公民直選選出，任期為四年，可連選連任。田中鎮民代表會共有11位鎮民代表，分別為第一選區3席鎮民代表、第二選區5席鎮民代表、第三選區3席鎮民代表，主席、副主席由11位鎮民代表互選產生。

### 行政區
現今田中鎮行政範圍的確立，來自於1920年，日本將臺灣十二廳改為五州二廳，設田中庄屬臺中州員林郡。田中庄轄田中、內灣、普興、卓乃潭、大平、大紅毛社、外三塊厝、大新、內三塊厝等9個大字:231。1940年，田中庄改制為「田中街」。1946年1月，改為「田中鎮」，屬臺中縣員林區。1950年，調整行政區域，田中鎮改隸新成立的彰化縣:232。
全鎮現有二十二里：
- 香山、碧峰里、東源里、復興里、平和里、頂潭里、新庄里

（里長 周嬋娟、蕭文忠、陳聰達、游文義、陳明圳、蕭輔崇、應昌儒）
- 中潭、龍潭、北路里、西路里、東路里、南路里、中路里、梅州里

（里長 葉淑玲、蕭光志、許竣崎、劉龍豪、簡雲龍、許義東、陳月嬌、葉家國）
- 三安里、大崙里、沙崙里、新民里、三民里、三光里、大社里

（里長 卓建璋、尤振暉、謝英其、王境銘、鄭金賜、陳裕柳、陳建市）

## 經濟

### 農業
主要農作有稻米:14、蔬菜，以前尚有玫瑰花卉產品。

### 工業
全國知名食品企業泰山企業、維力食品均發跡於田中。
- 田中工業區：位於沙崙里，工廠類型以紡織業、紙業、塑膠業為多[12]。
- 北斗科學工業園區：位於北斗鎮大新里內，與田中鎮三民里僅一線之隔。

### 商業
- 市區核心：

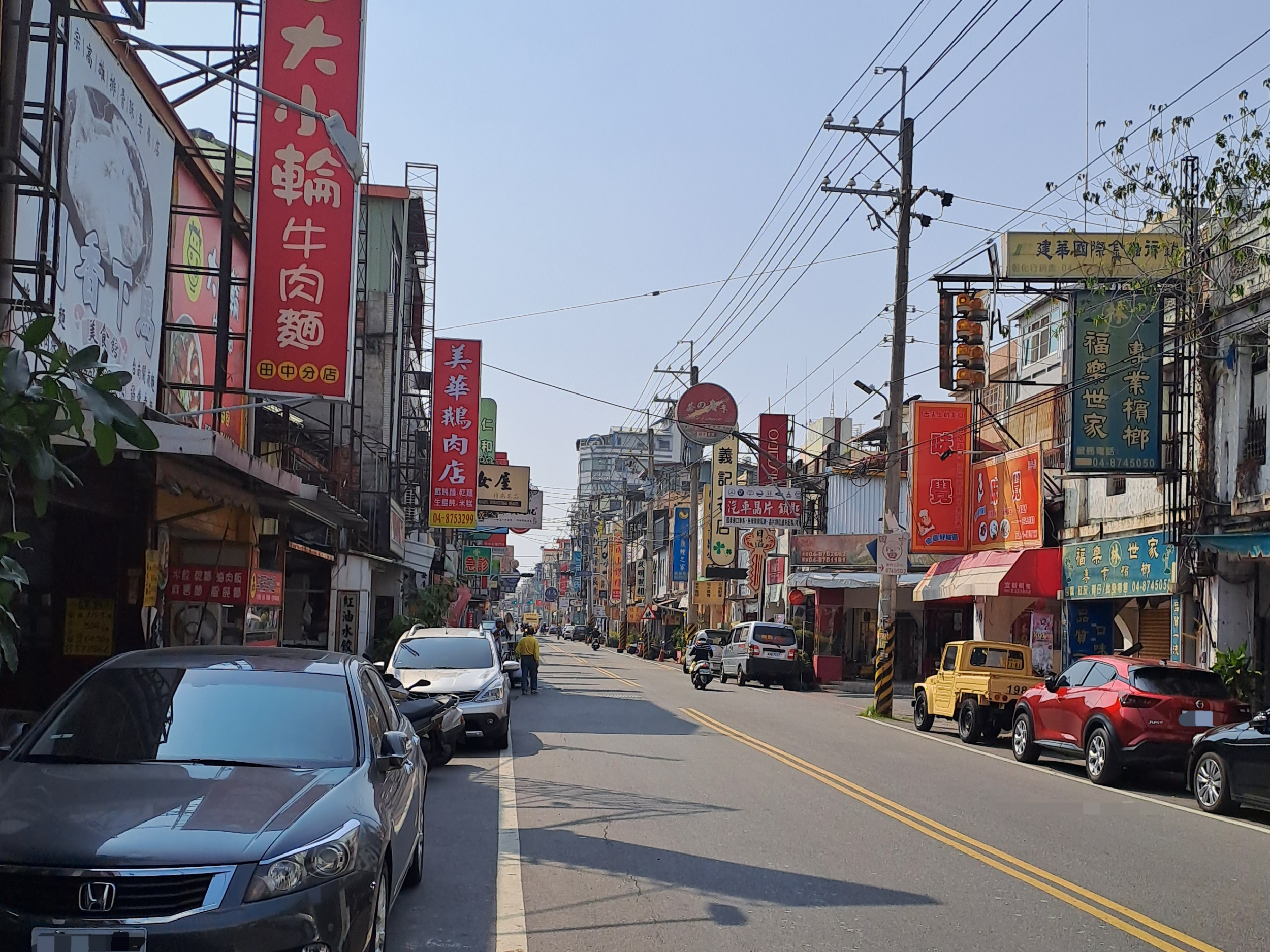
田中老街商業區，許多荒廢紅磚百年建築與營業中的商家形成強烈對比

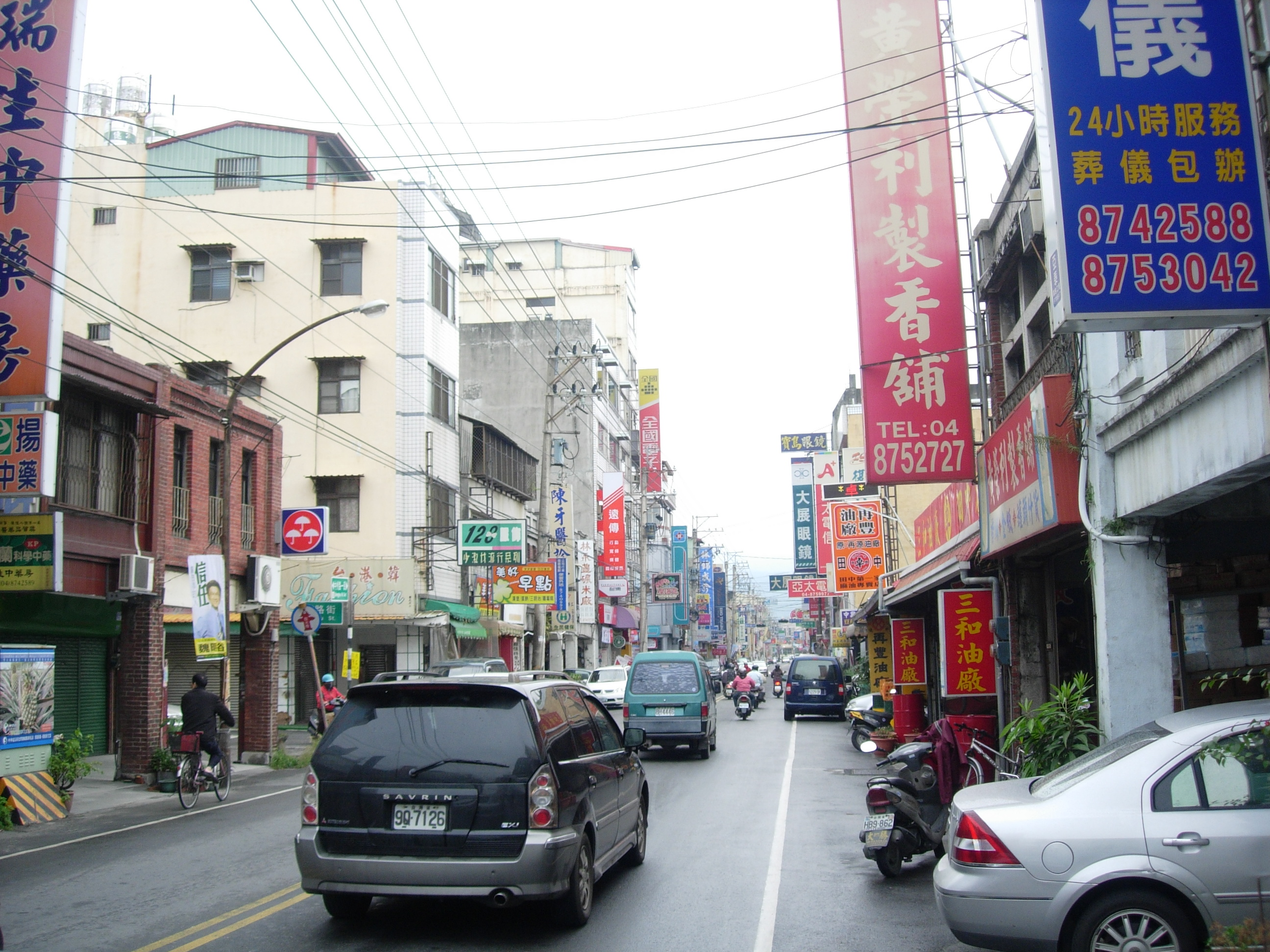
鎮上中州路一景，照片遠處為八卦山脈

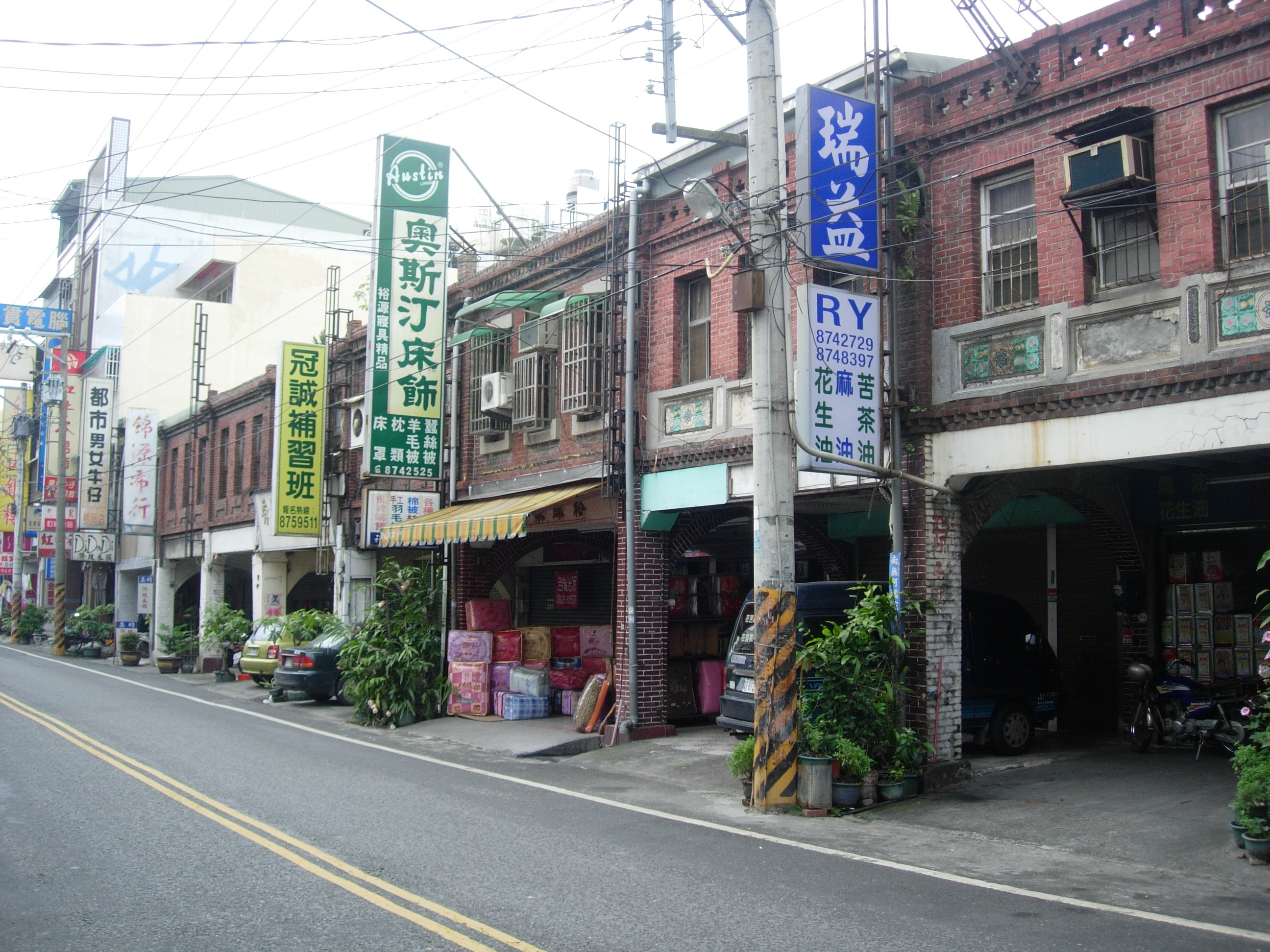
員集路上的紅磚建築

田中鎮市區以站前的中州路、員集路二段較為集中，這兩條路也是田中老街所在地，除此之外，南北街上是著名的小吃集中地，南北街與員集路之間的復興路則是早上傳統市場所在地。
- 市區擴張：

田中鎮市區擴張以中州路開始，向西前進至黃昏市場所在之民族路與中州路口。在外環道的中正路上則有連鎖速食店麥當勞、85度c蛋糕店的進駐，使中正路帶來更大的商機。
- 地方美食：
  - 美華鵝肉攤: 中州路一段141號
  - 牛魔王牛肉麵: 中州路一段135號
  - 忠獅現炒: 中州路一段173號
  - 田中筒仔米糕: 中州路一段255號
  - 老油條大王(早晚宵): 中州路一段279號
  - 小食·匠: 中正路423號
  - 田中泉成冰果室: 南北街10號
  - 周記蒸餃: 南北街94號
  - 728芋圓飲品: 復興路728號
  - 豆花王: 復興路740號
  - 四季香飯館: 復興路679號
  - 田中新宮素食: 新宮街43號
  - 石頭魚鐵道庭園咖啡: 中南路三段381號
  - 天橋下炒麵米糕肉粽: 中南路三段398號
  - 田中央豚將拉麵 :斗中路二段351號
  - Cloud 9.:同安路45巷29號
  - 小田生活mmm :民光路一段395巷258號

- 金融機構：
  - 中華郵政彰化田中郵局：員集路二段305號
  - 中華郵政彰化內灣郵局：中南路二段430號
  - 中華郵政彰化三潭郵局：員集路二段616號
  - 田中鎮農會本部：南北街80號
  - 台中銀行田中分行：中州路一段197號
  - 三信商業銀行田中分行：員集路二段136號
  - 彰化第五信用合作社田中分社：員集路二段523號
- 購物中心：
  - 全聯福利中心田中店：中正路305號1樓　(04)-875-6389
  - 全聯福利中心新福店：北路里福安路285號　(04)-874-5528
  - 寶雅生活館田中中州店：中州路一段123號
  - 屈臣氏田中中州店：中州路一段190號
  - 全國電子田中中正店：中正路428號
  - 燦坤3C田中中正店：中正路570號

## 宗教信仰
田中鎮的傳統民間信仰，在清朝時已建有沙崙仔街乾德宮（悅興街新社宮）、太平順天宮、內灣德安岩、龍潭龍門宮（新興宮）等祠廟，這些祠廟日後多發展成具有相當地位的地方公廟，其中乾德宮更是全田中鎮的信仰重鎮:589。日治時期，在傳統信仰方面僅有興建少數祠廟，其中較為特殊的是結合鸞堂與齋堂的「修善堂」，為儒教神宗、齋教發展的核心:589。而在神道教方面，日昭和十四年（1939年）興建了田中神社，后来已改建为田中鼓山寺:590。另外天主教、基督新教也主要在日治時期於田中紮根，建立了八分天主堂、田中天主教堂、田中基督長老教會等教堂:590。二次大戰結束後，田中的祠廟數量大為增加，各聚落角頭幾乎都興建各自的庄廟或角頭廟:590。

## 教育
田中鎮現有3所公私立高級中學，分別為彰化縣立田中高級中學（附設國中部）、彰化縣私立文興高級中學（附設國中部）等2所普通型高級中學，彰化縣私立達德高級商工職業學校等1所技術型高級中學:572－581。其他公立教育機構計有彰化縣田中鎮田中國民小學、彰化縣田中鎮三潭國民小學、彰化縣田中鎮大安國民小學、彰化縣田中鎮內安國民小學、彰化縣田中鎮東和國民小學、彰化縣田中鎮明禮國民小學、彰化縣田中鎮新民國民小學等7所國民小學:550－572。

## 交通

### 鐵路
台灣高速鐵路
- 台灣高速鐵路：高鐵彰化站

臺灣鐵路公司
- 縱貫線：田中車站
- 規劃中建設：田中線

糖業鐵路
- 田中二林線(已廢止，曾為地方交通要道)[15]

### 公路
- 縣道137號：社頭鄉－田中鎮－二水鄉
- 縣道141號：社頭鄉－田中鎮－二水鄉
- 縣道150號：北斗鎮－田中鎮－名間鄉
- 縣道152號：溪州鄉－田中鎮－二水鄉

### 重要道路
- 縣道137號：山腳路是南北向的次要道路
- 縣道141號：位於田中後站，是往員林市區、二水的南北向主要道路
- 縣道150號：西往北斗、二林、東接南投
- 縣道152號：本鎮南邊邊界
- 員集路二段、一段：田中市區主要的南北向外環道路，有縣道150經過。
- 中州路：意為田中和溪州的聯絡道，火車站前路段是市區的一部分，行經員集路口後是前往田中工業區的主要道路。
- 大社路：田中與田尾兩地的聯絡道
- 和平路：往西可不經由平交道通向東閔路和員集路，往東通山腳路，此路段經過平交道至市區時較為危險
- 復興路：是平和里、復興里居民前往市區連絡道路，唯因有一平交道，安全性不如中南陸橋高
- 東彰路：高鐵彰化站與臺76號林厝交流道的聯絡道路，屬於東彰道路中段，未來計畫南延至林內鄉與竹山鎮南雲交流道，北通臺74甲中彰快速道路。

### 客運
- 彰化客運田中站路線：
  - 【6915】田中-員林
  - 【6927】高鐵彰化站-田中-田仔-南投
  - 【6926】南投-錦梓-赤水
  - 【6928】南投-松柏坑-赤水
  - 【彰化縣市區公車7路】田中-高鐵彰化站-田尾-員林轉運站（高鐵快捷公車）
  - 【彰化縣市區公車8路】田中-高鐵彰化站-北斗-明道大學-溪州公園（與員林客運共同營運）

- 員林客運田中站路線：
  - 【6700】大葉大學－員林－田中－二水
  - 【6701】員林－田中－竹山
  - 【6702】員林－田中－水里
  - 【6709】田中－二林
  - 【6735】臺中－田中－二水
  - 【彰化縣市區公車8路】田中-高鐵彰化站-北斗-明道大學-溪州公園（與彰化客運共同營運）

## 旅遊

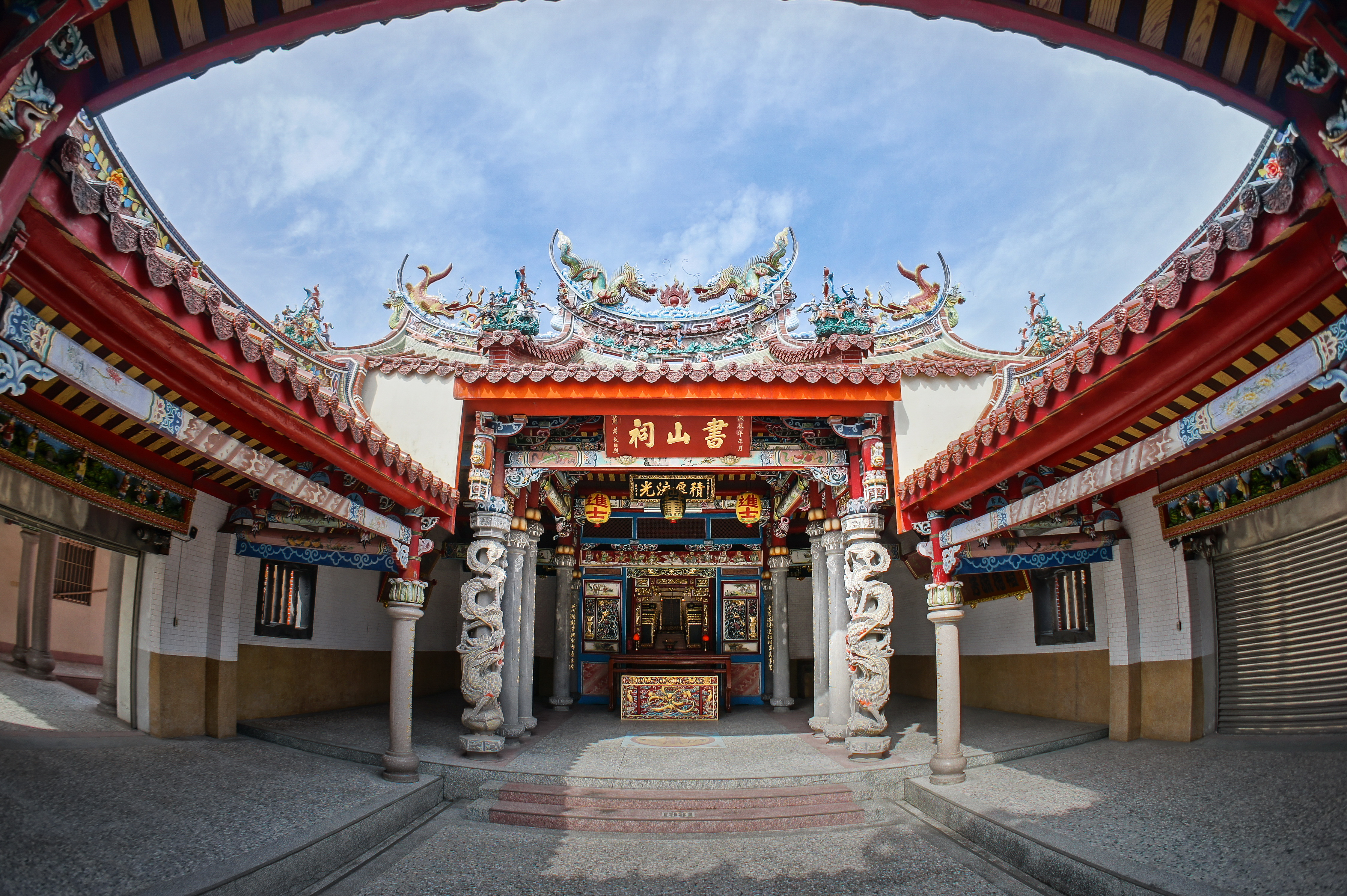
田中鎮蕭氏書山祠

- 田中乾德宮（為田中鎮的信仰中心，其媽祖稱為「田中媽」）
- 世芳宮
- 田中森林遊樂區／田中森林公園
- 原臺中州農會田中倉庫
- 田中鼓山寺
- 鼓山風景區（鼓山寺內有日治時期神社遺跡。如：造營費特別附碑、祭器庫、石燈）
- 田中老街：火車站前暨員集路二段老街建築
- 田中蕭氏斗山祠
- 田中蕭氏書山祠
- 田中三民社區貓村（十張犁）
- 長青步道
- 麒麟山步道
- 赤水崎公園
- 香山森林步道
- 清水岩步道群﹣中央嶺造林步道 / 十八彎(挑鹽古道)
- 夫妻樹
- 台灣米倉 田中馬拉松：2012年起每年11月第二週日，由舒康運動協會主力執行，田中鎮各界戮力參與，是台灣三大優質特色賽事之一.

## 年度活動
- 台灣米倉田中馬拉松

## 外部連結
- 彰化縣田中鎮公所 （页面存档备份，存于）
- 田中鎮公所資訊交流區的Facebook專頁
- YouTube上的田中鎮田中鎮公所頻道